# Timo Kirschstein
Timo Kirschstein (* 1974 in Simmern/Hunsrück) ist ein deutscher Physiologe und Facharzt für Neurologie. Er hat eine Professur für Physiologie an der Universität Rostock inne.

## Leben
Nach dem Abitur 1993 am Herzog-Johann-Gymnasium studierte er von 1993 bis 1999 Humanmedizin an der Universität Mainz und anschließend bis 2000 an der Universität Bonn. Er war von 2000 bis 2001 Arzt im Praktikum an der Klinik für Epileptologie der Universität Bonn. Nach der Approbation 2002 war er von 2002 bis 2005 wissenschaftlicher Mitarbeiter an der Klinik für Epileptologie der Universität Bonn. Von 2005 bis 2009 war er wissenschaftlicher Mitarbeiter, nach der Habilitation (Untersuchungen zur hippokampalen synaptischen Plastizität und Metaplastizität im Pilokarpinmodell der Temporallappenepilepsie) von 2010 bis 2017 Privatdozent am Institut für Physiologie der Universität Rostock für das Fach Physiologie, ab 2017 als apl. Professor. Seit 2023 hat er eine W2-Professur an diesem Institut inne.